# Śĕrpü
Śĕrpü o Tsivilsk (txuvaix: Ҫӗрпӳ [ɕërˈby], Śĕrpü o Xerpú, rus: Цивильск, Tsivilsk) és una població amb el rang de ciutat de la República de Txuvàixia, a Rússia. Forma part de l'aglomeració de Xupaixkar/Txeboksari, la capital de la república. Es troba a uns 30 km al sud de Xupaixkar. És a la bifurcació de la carretera M-7 entre Moscou i Kazan (que forma part de l'eix europeu E22) i l'A-121, que porta a Uliànovsk. El nom rus prové del riu Tsivil (Śaval, en txuvaix) que es forma en confluir els rius Petit Tsivil i el Gran Tsivil a pocs quilòmetres de la ciutat, El 2021 tenia 12.762 habitants.

## Història
En el procés de consolidació del control de les terres conquerides després de la presa de Kazan (1552), les autoritats russes van fundar el fort de Tsivilsk el 1589 on hi havia el poble txuvaix de Śĕrpü. Al llarg dels anys, la població va ser destruïda diverses vegades per revoltes camperoles o cremada fins als fonaments per incendis, però va ser repetidament reconstruïda al mateix lloc. El 1625 hi vivien 301 persones, la immensa majoria dels quals eren soldats. El 1671 va ser atacada per tropes de Stepan Razin i el 1774 va ser presa per les d'Omelian Pugatxov.
El 1781 va esdevenir cap d'uiezd. Va desenvolupar-se com a centre comercial amb la construcció d'un moll sobre el Tsivil a la dècada dels 1720. El 1835 s'aprovà un pla urbanístic. El 1875 s'hi obrí un banc. A la segona meitat del segle xix, s'hi celebraven dues firen anuals (una el juny i l'altra el juliol). El 1861 hi havia 4 edificis de pedra i 251 cases de fusta; el 1898, n'eren 11 i 319, respectivament; i el 1914, 14 i 396. Segons el primer cens rus de 1897, a la ciutat hi vivien 2336 persones. El 1911 s'hi comptaven set institucions educatives, un hospital i una farmàcia del zemstvo, un banc i una caixa d'estalvis i una oficina de correus i telègrafs.
En el moment de la creació de l'Óblast Autònom Txuvaix (1920), Śĕrpü era una de les tres capitals d'uiezd que entrà a formar-hi part, justament amb Xupaixkar i Yetĕrne.
L'estació de tren de Śĕrpü s'inaugurà el 1938, quan s'obrí el ramal des del nus ferroviari de Kanaş a Xupaixkar. Es troba, però, fora dels límits municipals, a sis kilòmetres del centre de la ciutat.

## Població
|          | 1840 | 1897  | 1931  | 1939  | 1959  | 1979  | 1989   | 2002   | 2010   | 2021   |
| -------- | ---- | ----- | ----- | ----- | ----- | ----- | ------ | ------ | ------ | ------ |
| Població | 900  | 2.336 | 3.000 | 5.100 | 5.900 | 8.000 | 10.100 | 13.000 | 13.479 | 12.762 |

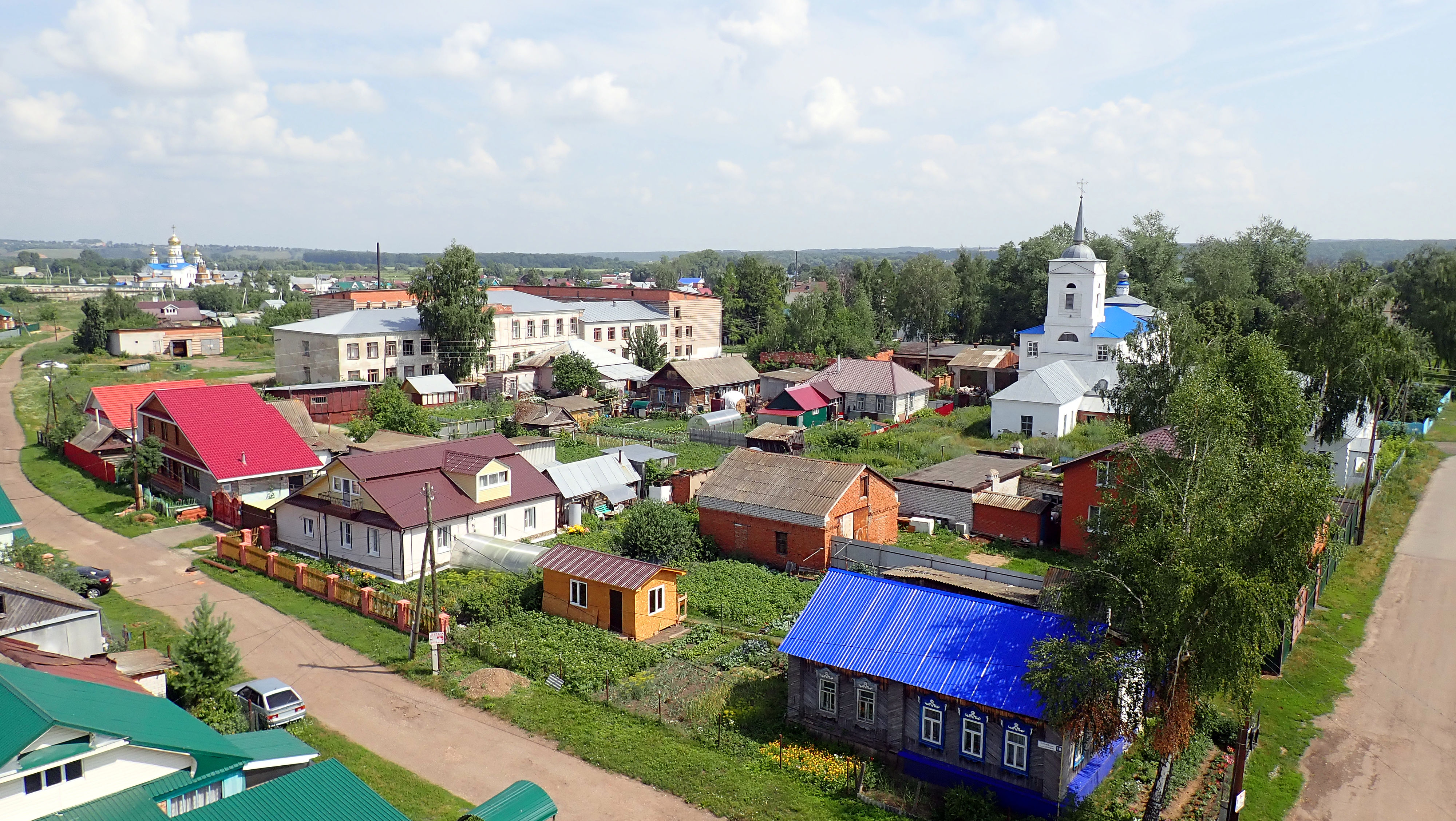
Vista de Śĕrpü des del campanar de la catedral de la Trinitat. A la dreta, l'església de la Icona de la Mare de Déu de Kazan. Al fons, a l'esquerra, el monestir de la Mare de Déu de Tikhvin.

Per nacionalitats, la distribució de la població de Śĕrpü és relativament semblant de la república, amb els txuvaixos que representen prop de dos terços dels habitants i els russos que formen la gran majoria restant.
| Població de Txuvàixia per nacionalitats (cens de 2002) | Població de Txuvàixia per nacionalitats (cens de 2002) | Població de Txuvàixia per nacionalitats (cens de 2002) | Població de Txuvàixia per nacionalitats (cens de 2002) |
| Nacionalitat                                           | Total                                                  | Població urbana                                        | Śĕrpü                                                  |
| ------------------------------------------------------ | ------------------------------------------------------ | ------------------------------------------------------ | ------------------------------------------------------ |
| Txuvaixos                                              | 67,1%                                                  | 56,1%                                                  | 68,1%                                                  |
| Russos                                                 | 26,5%                                                  | 38,3%                                                  | 27,8%                                                  |
| Tàtars                                                 | 2,8%                                                   | 1,9%                                                   | 1,5%                                                   |
| Mordovians                                             | 1,2%                                                   | 1,0%                                                   | 0,3%                                                   |
| Altres nacionalitats                                   | 2,4%                                                   | 2,7%                                                   | 2,3%                                                   |

En el conjunt del districte de Śĕrpü, sense incloure-hi la ciutat, els txuvaixos formen el 85,5% de la població i els russos, el 12,5%. Aquesta gran majoria de txuvaixos és de les més altes de Txuvàixia, on en el nord onze districtes superaven, segons el cens de 2002, el 90% de població rural txuvaixa.

## Patrimoni
El conjunt d'arquitectura religiosa de Śĕrpü és un dels més rics de Txuvàixia. Sobresurten el monestir femení de la Mare de Déu de Tikhvin (segles xvii-xix) i la catedral de la Trinitat (1734). És també de destacar l'església de la Icona de la Mare de Déu de Kazan (1735). El monestir consta de diferents edificis particularment destacables, com l'església de la Mare de Déu de Tikhvin (1886), la casa de l'abadessa (segle xviii) i l'edifici dels tallers (1886).

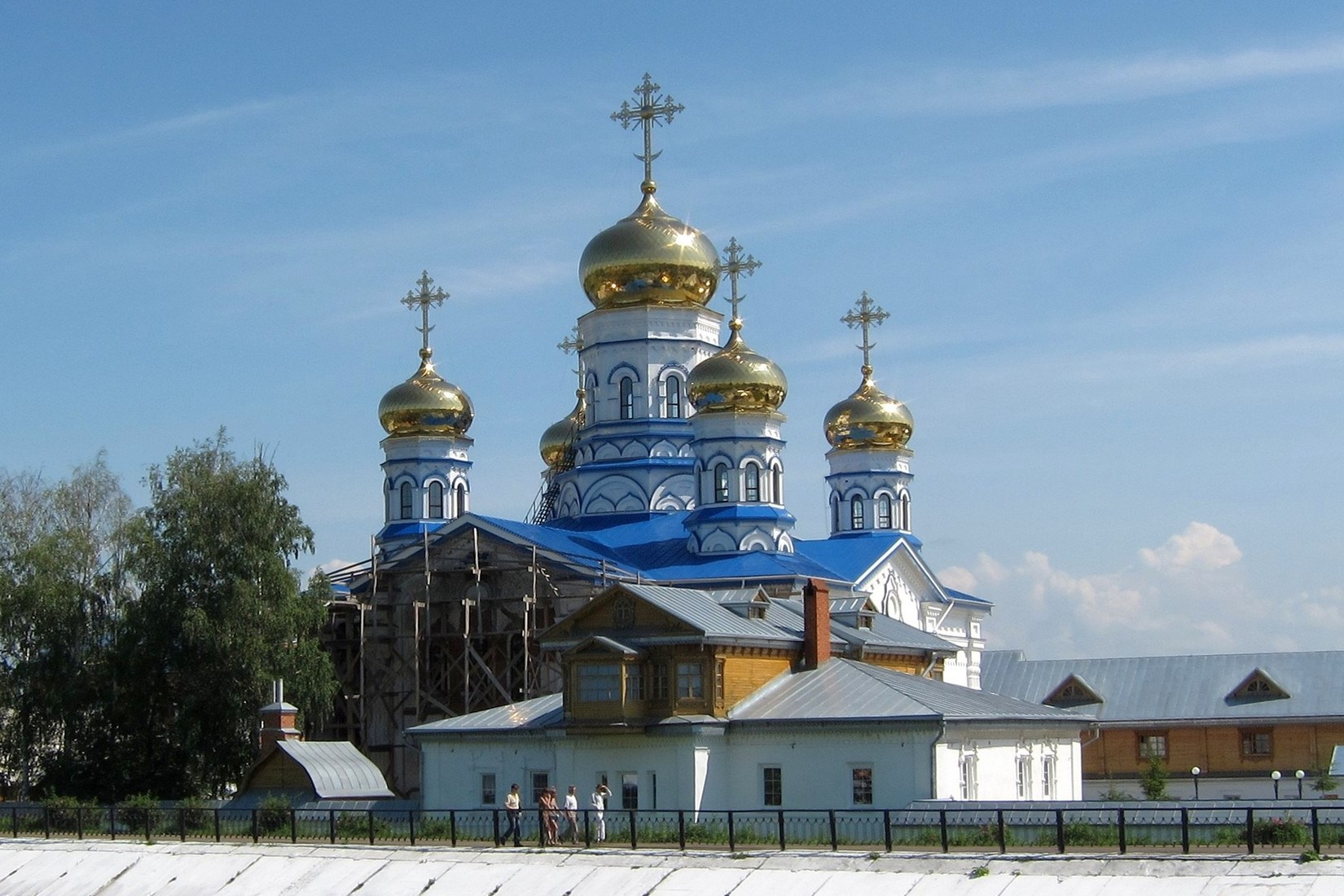
Església de la Mare de Déu de Tikhvin
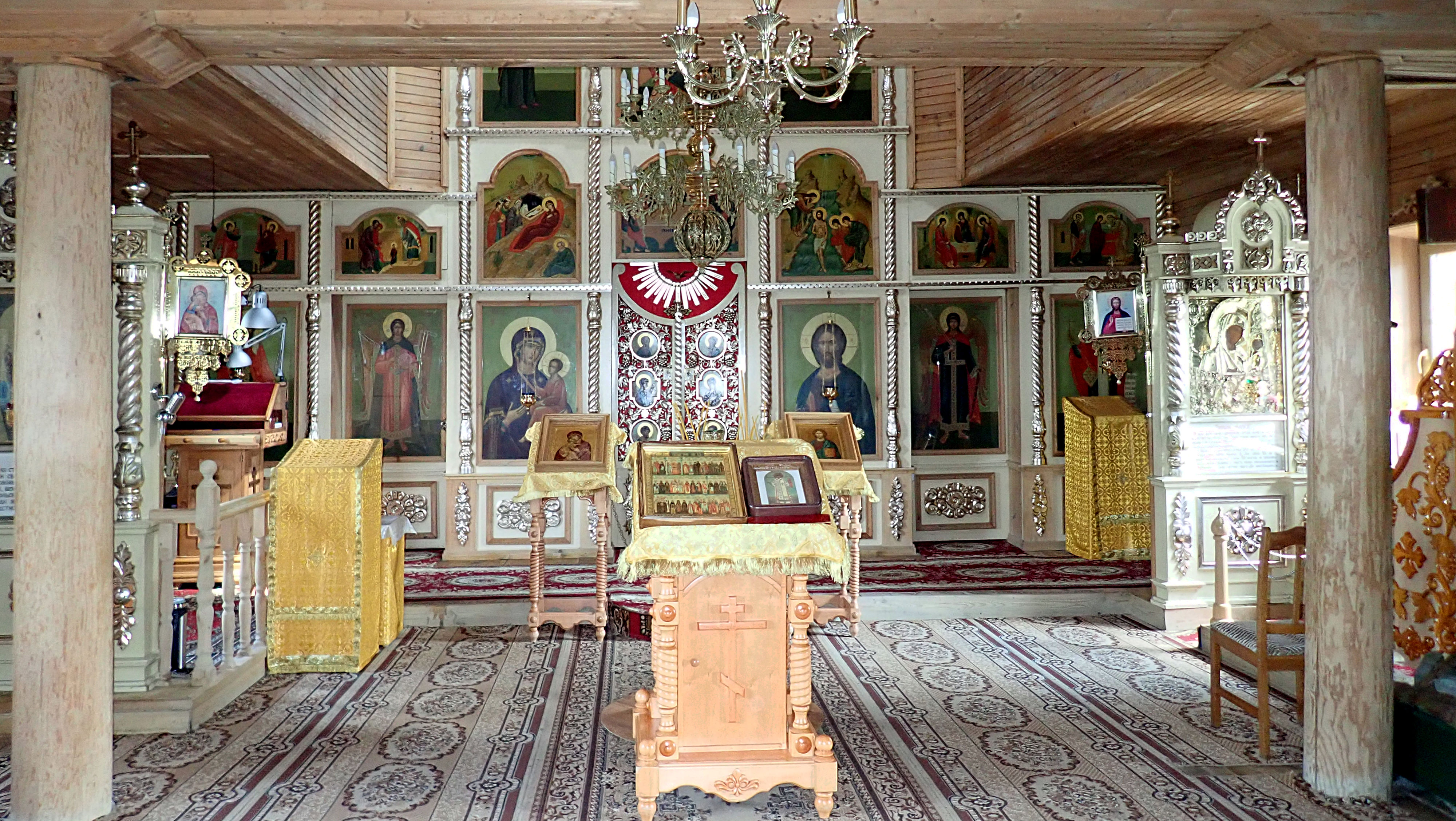
Interior de l'església de la Mare de Déu de Tikhvin
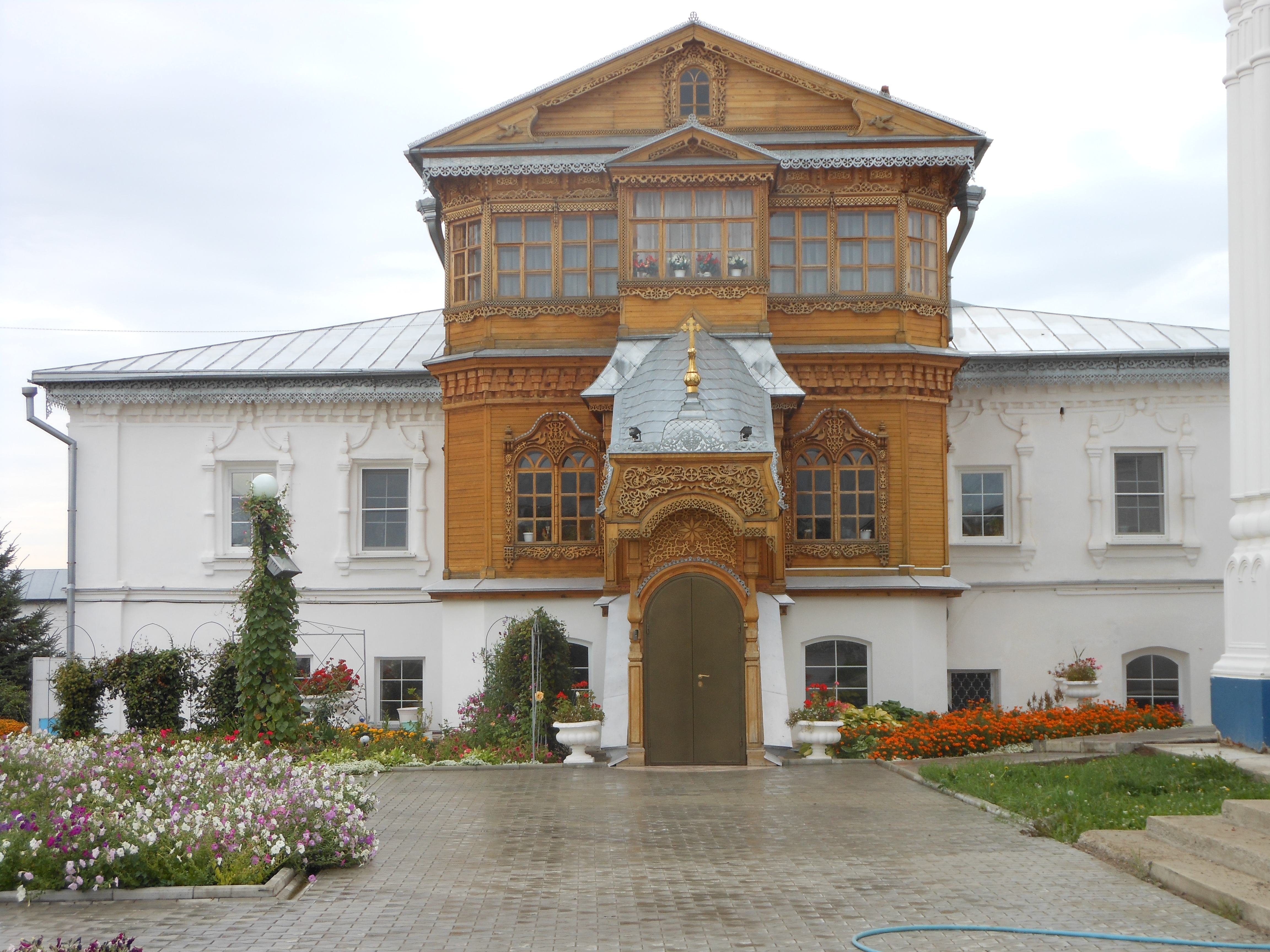
Entrada principal de la Casa de l'abadessa del monestir
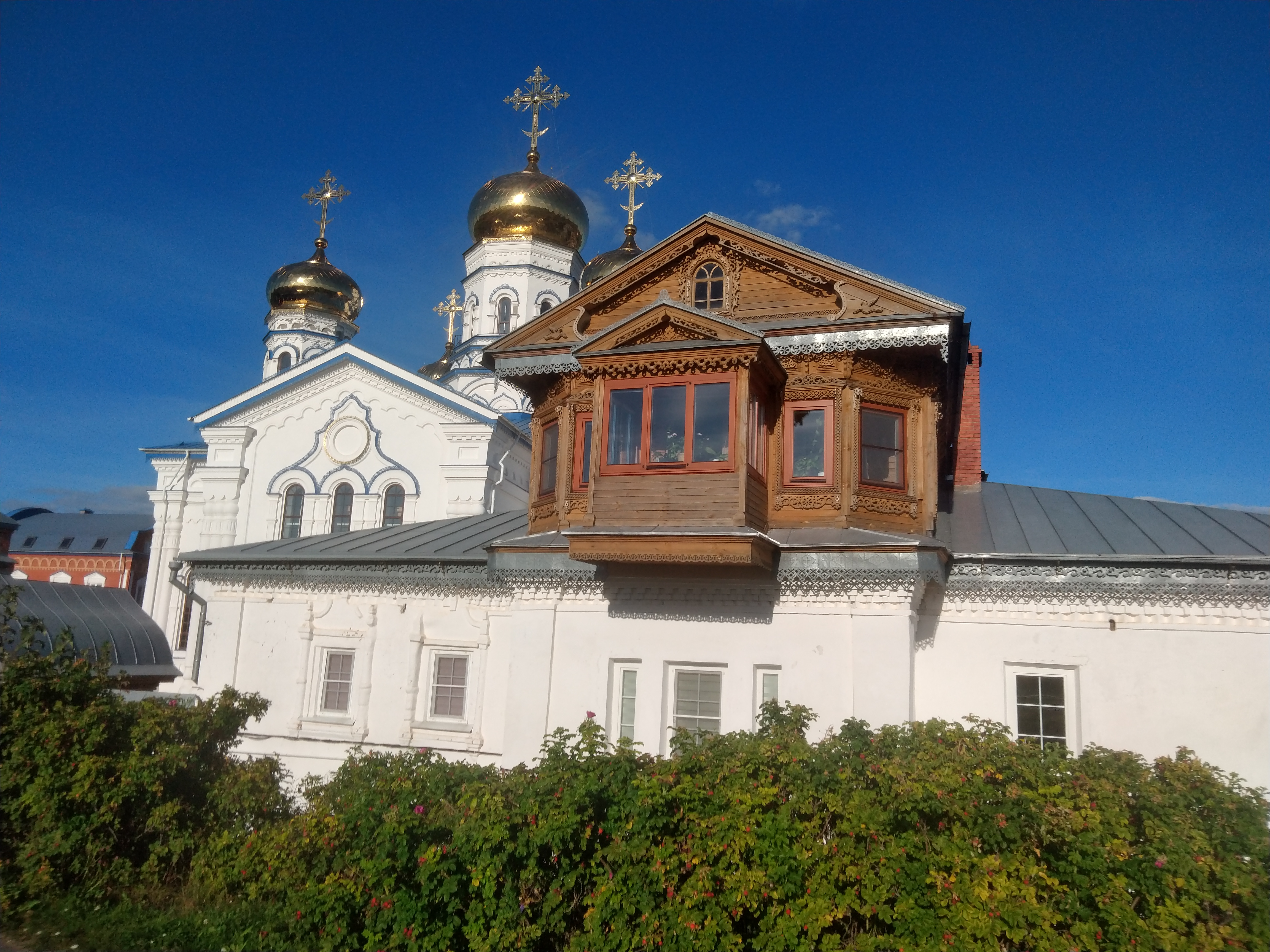
Edifici dels tallers del monestir
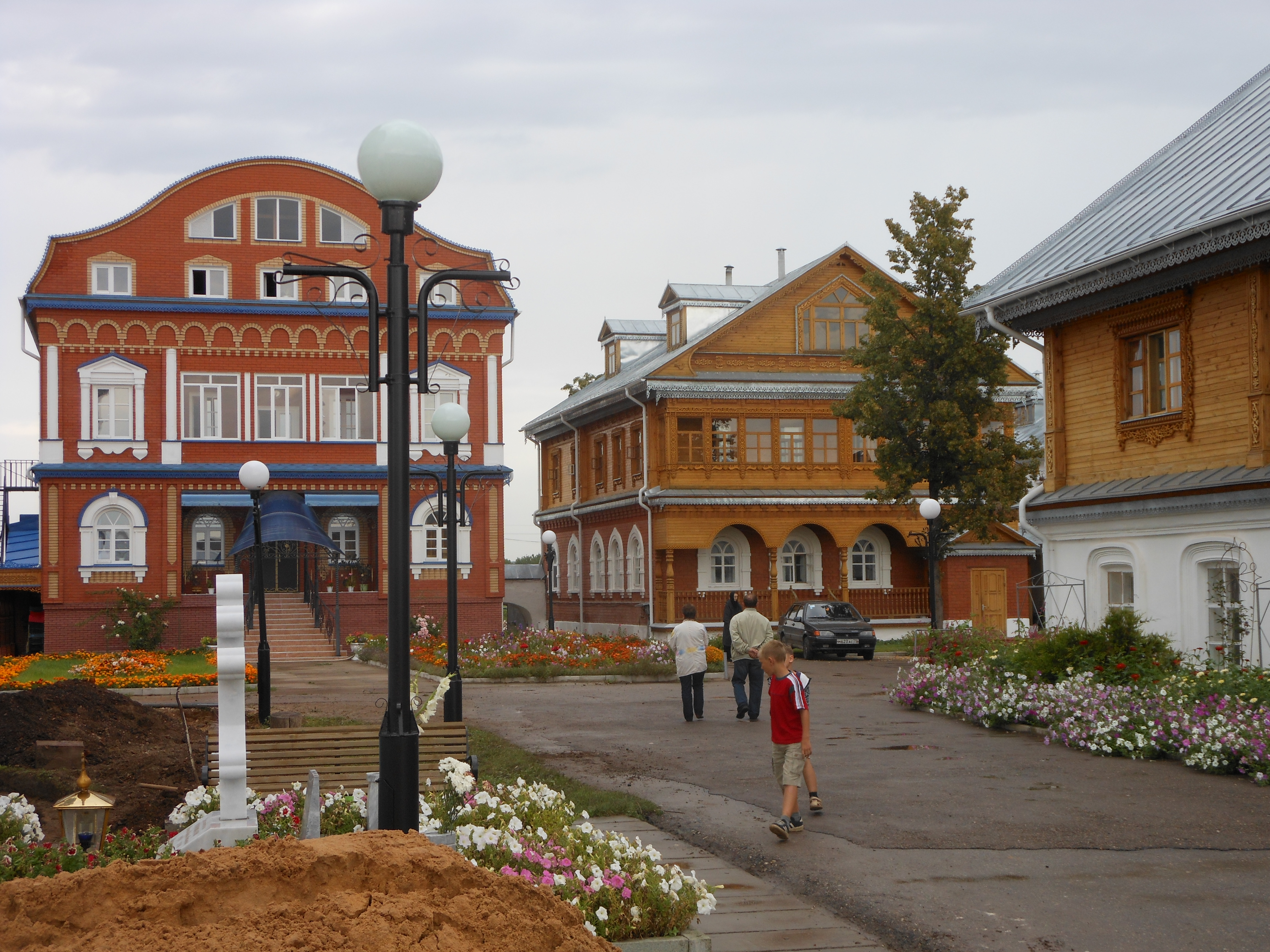
Refectori i hostal per a pelegrins al monestir de Tsivilsky.jpeg
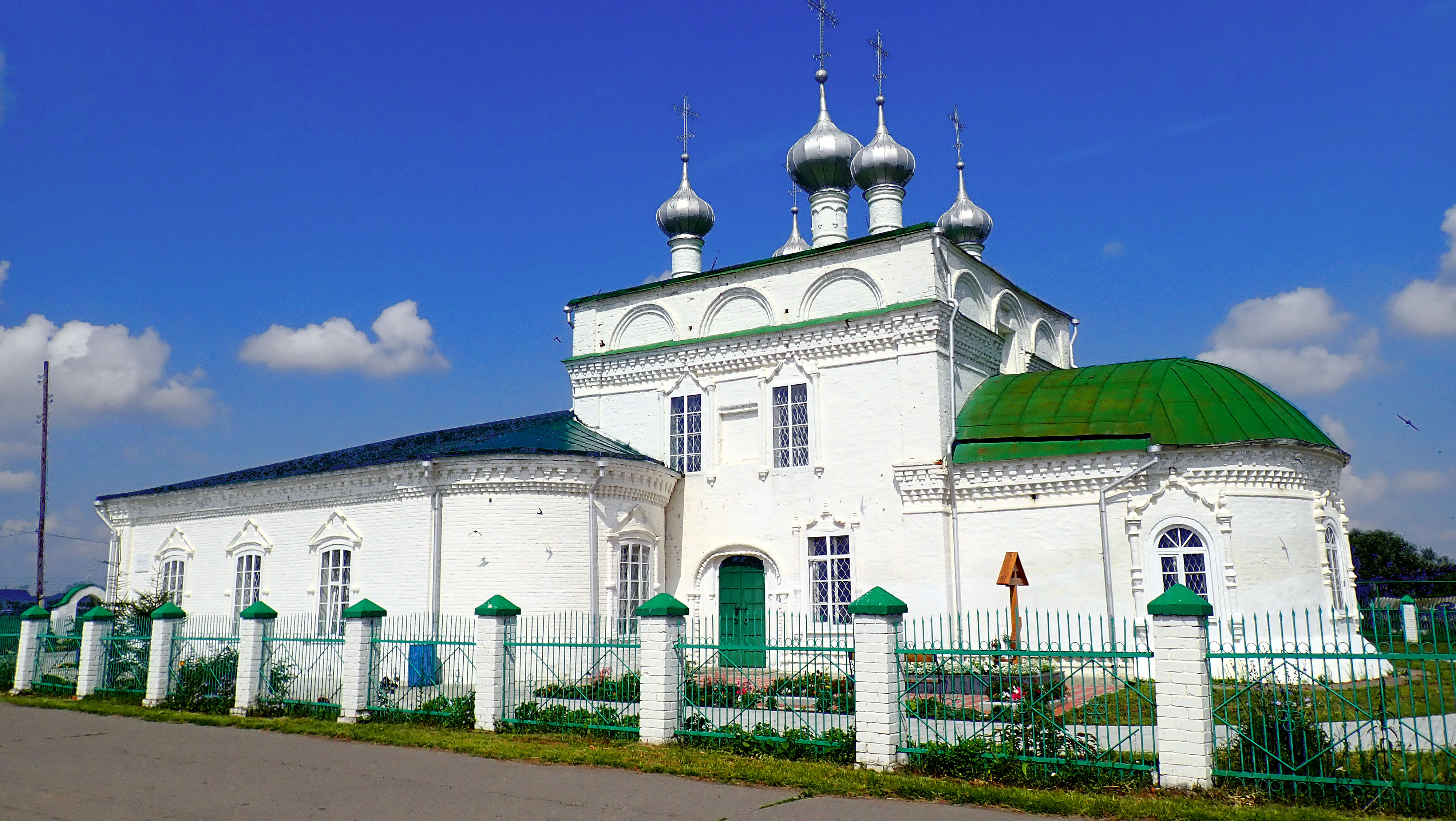
Catedral de la Trinitat
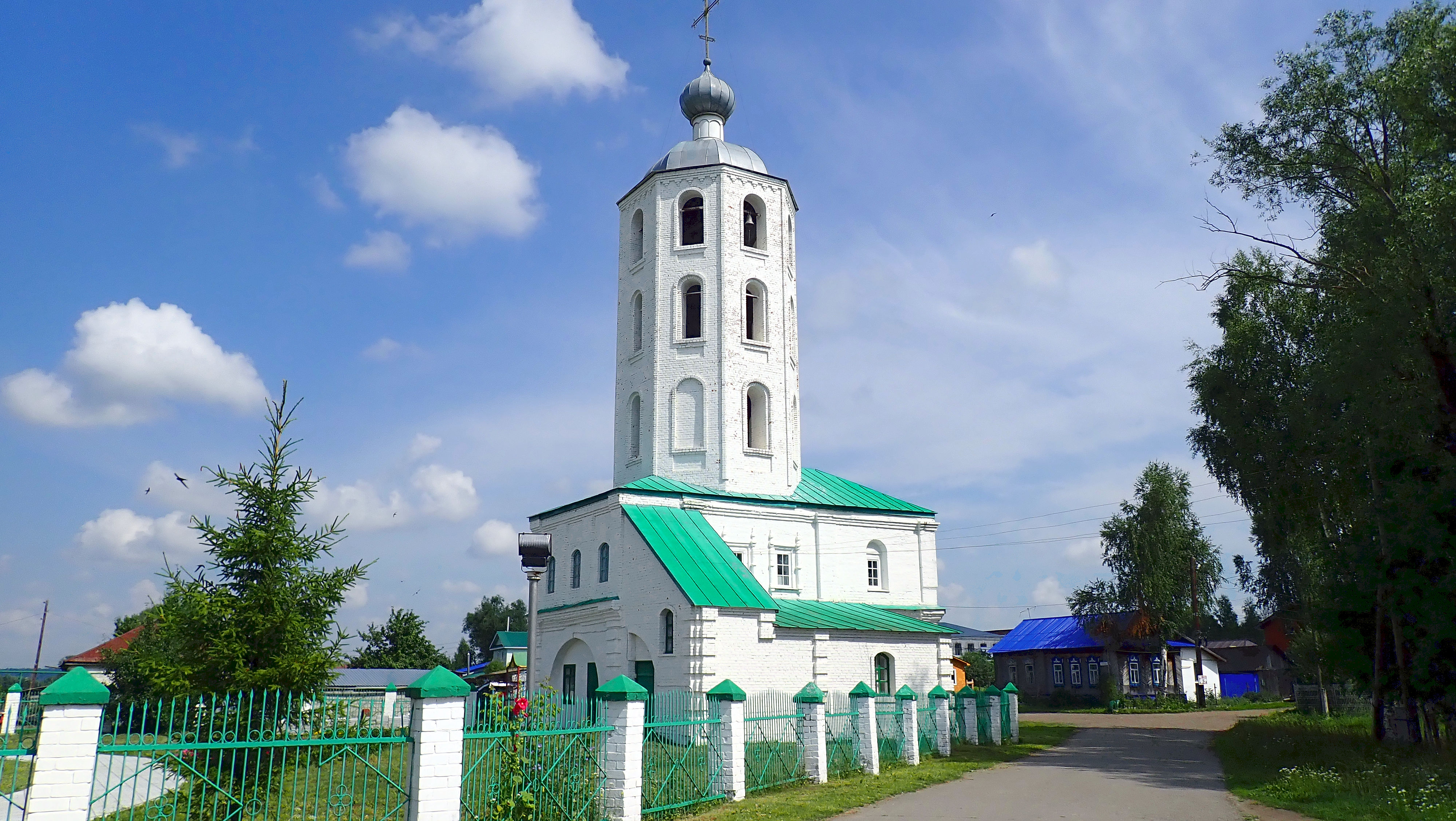
Campanar de la catedral de la Trinitat
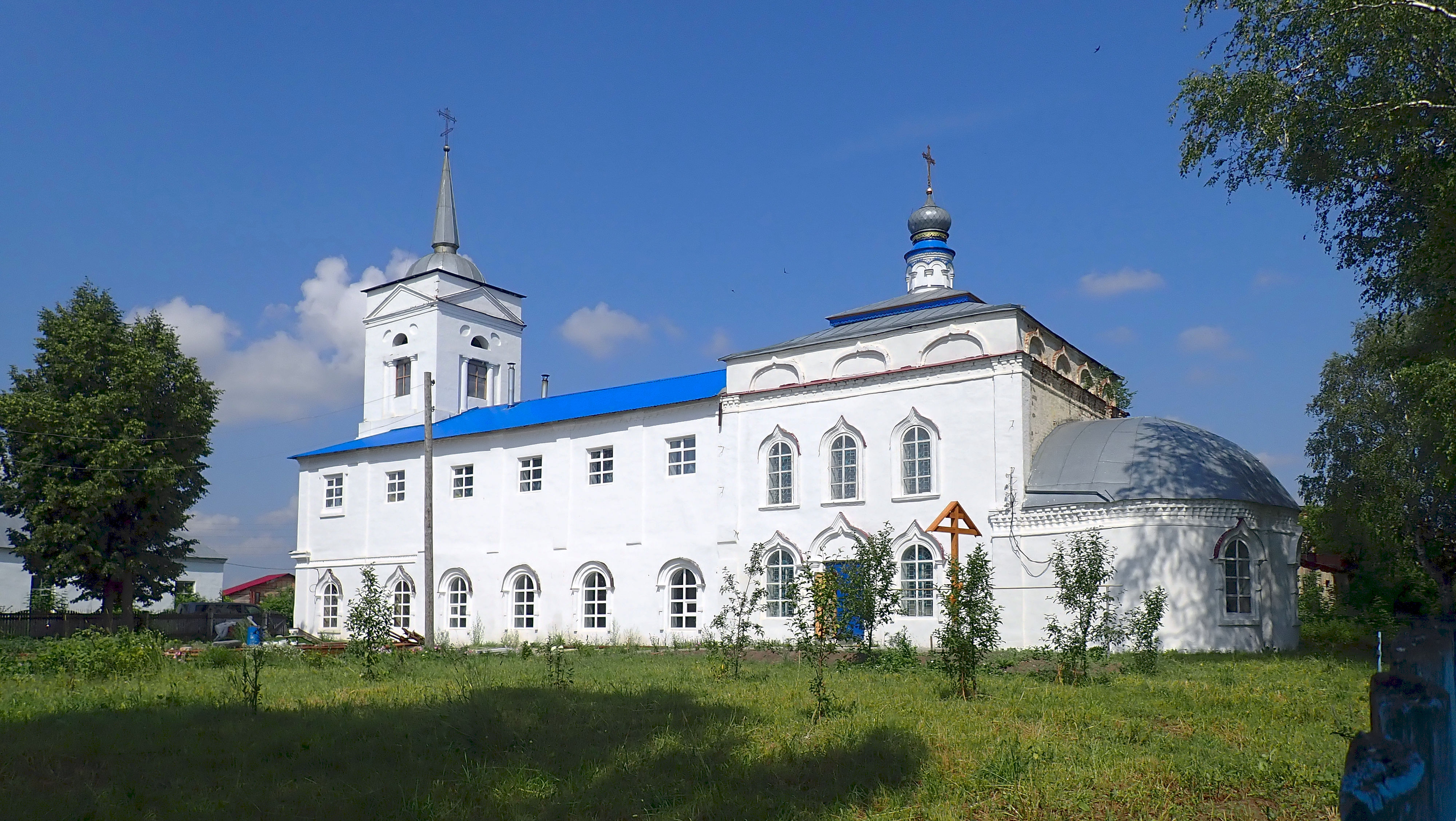
Església de la Icona de la Mare de Déu de Kazan

En l'arquitectura civil, Śĕrpü compta amb un bon nombre de cases històriques de fusta, maó o una combinació de les dues, datades des de mitjan segle xviii fins a principis del segle xx. Entre elles, cal esmentar la casa Tolmàtxev (c/ Karl Marx, núm. 10, mitjan segle xviii), la casa Kurbàtov (c/ Gagarin, núm. 36/66, 1897), la casa de fusta del carrer Lenin, núm. 35 (segona meitat del segle xix), la casa de fusta del carrer Soviet, núm. 3 (segle xix), la casa del carrer Karl Marx, núm. 8 (finals del segle xix - principis del segle xx) i la casa del carrer Karl Marx, núm. 14 (segona meitat del segle xix).

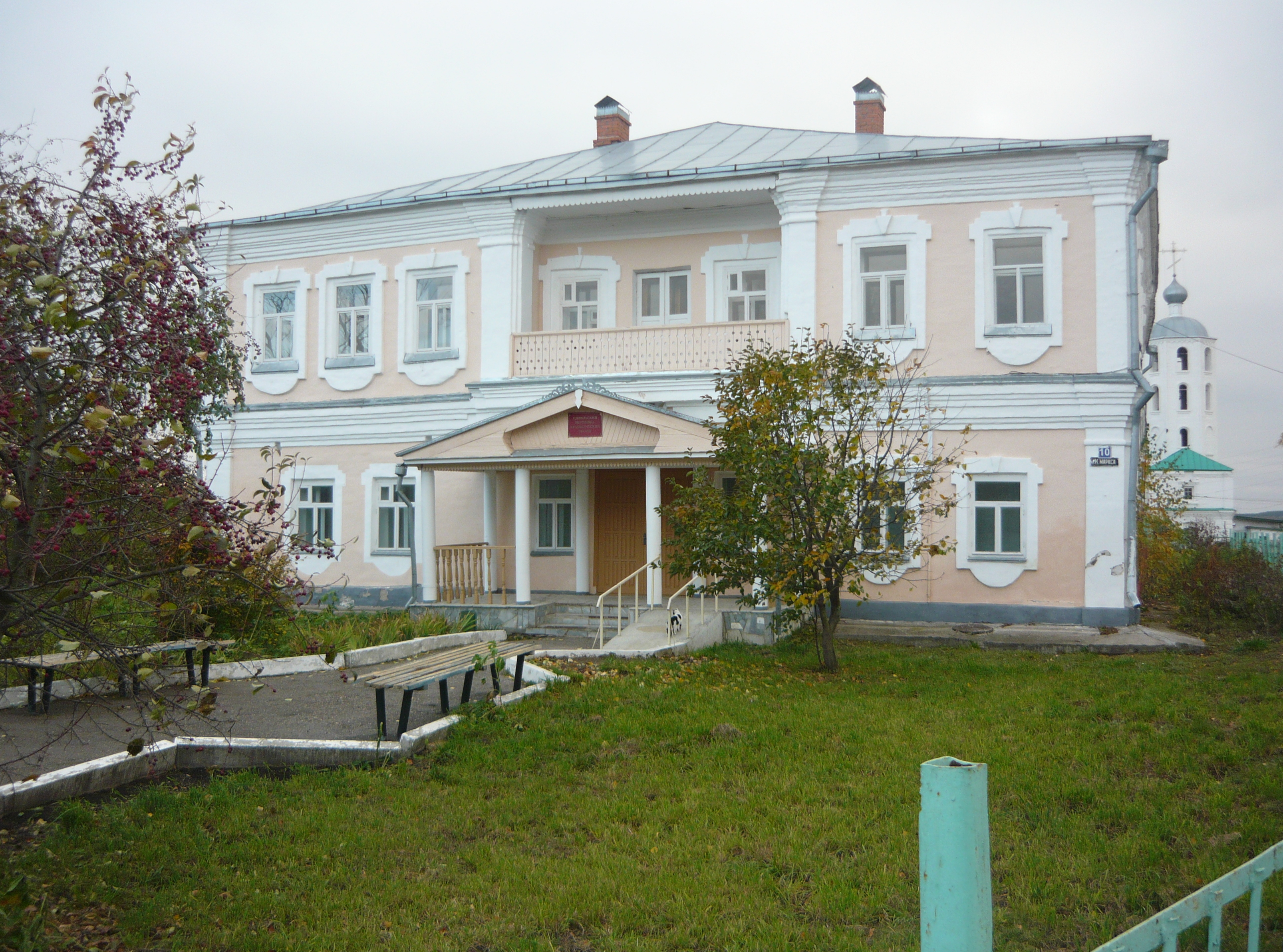
Casa Tolmàtxev
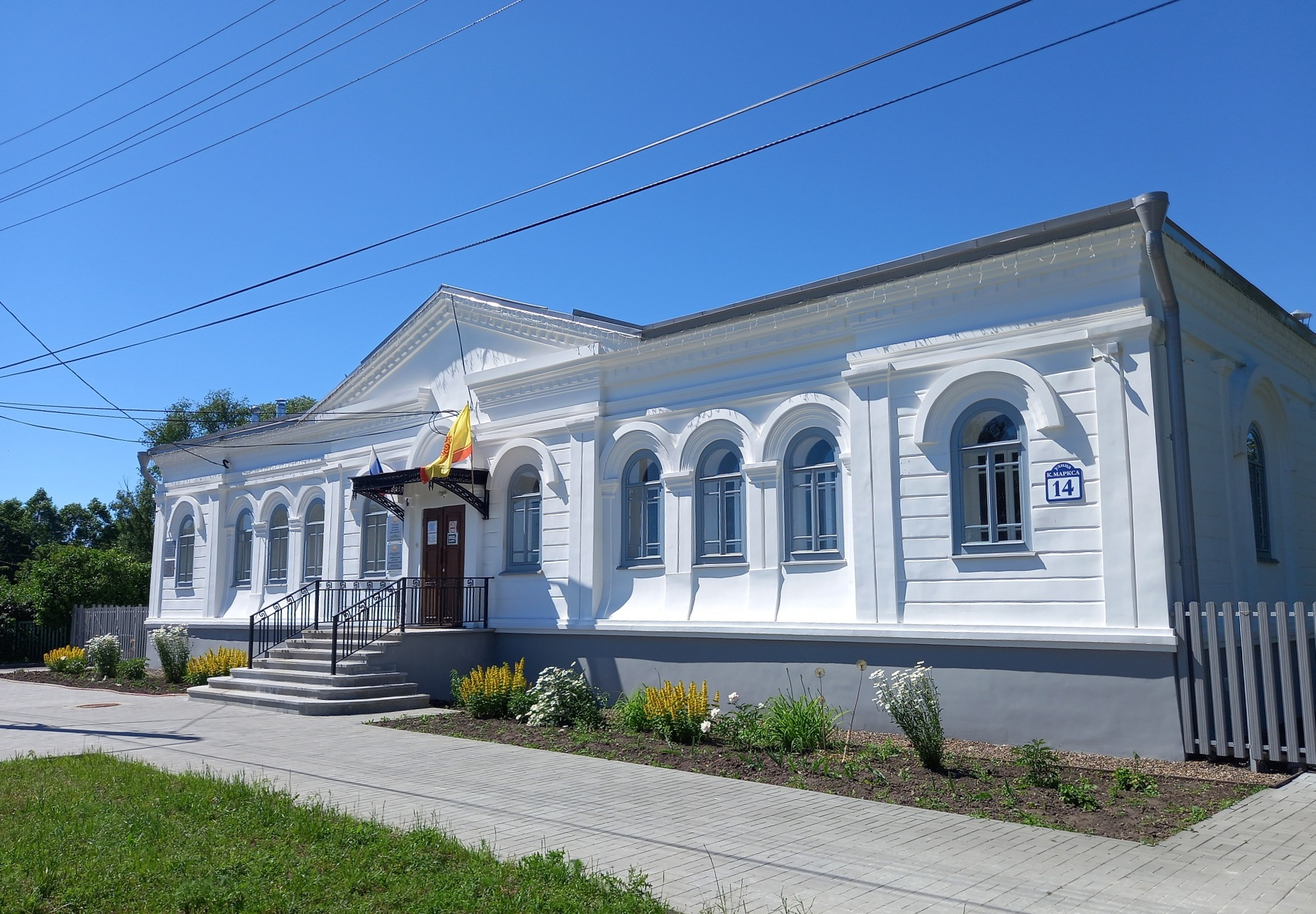
Casa del carrer Karl Marx, 14
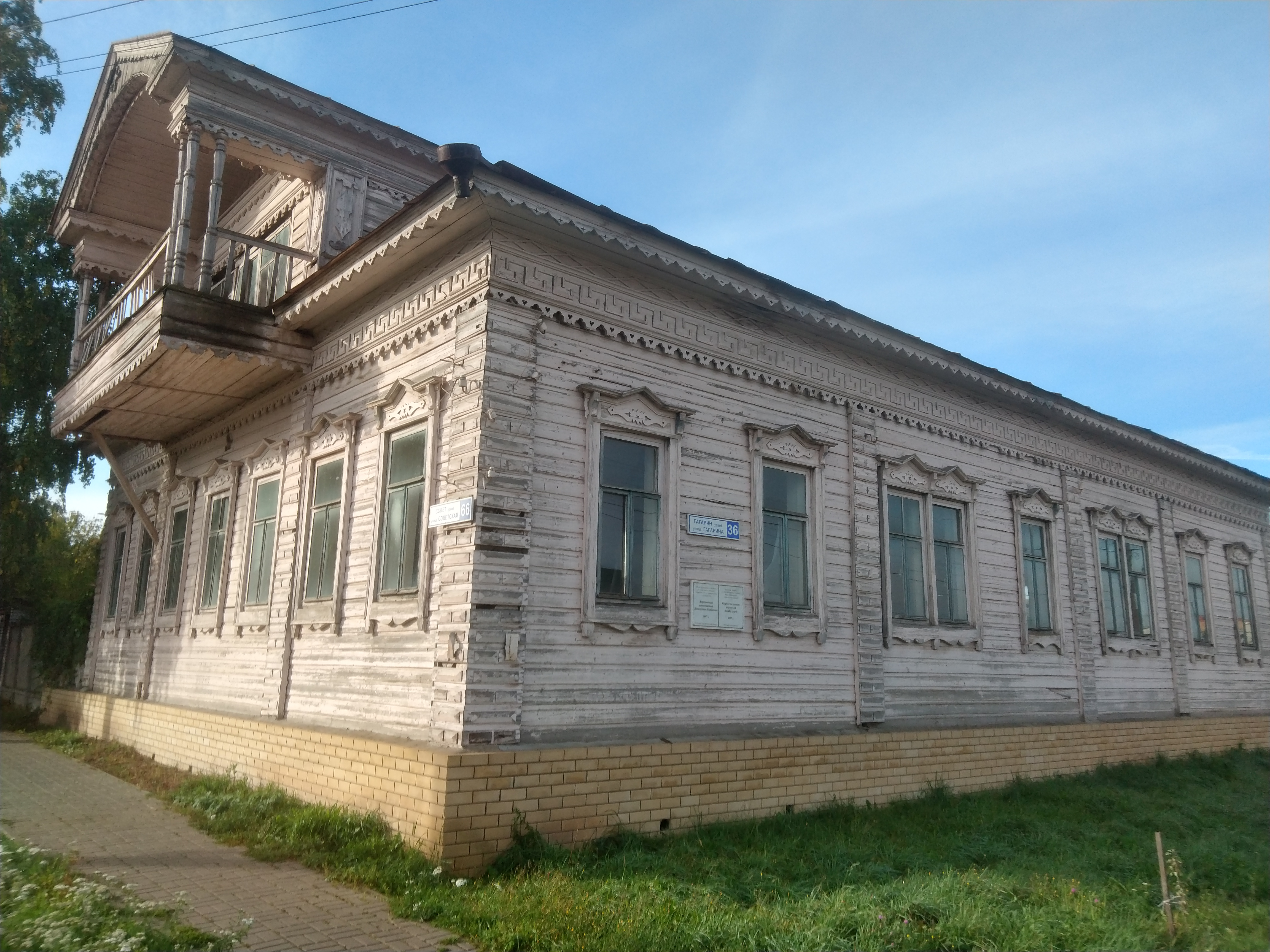
Casa Kurbàtov
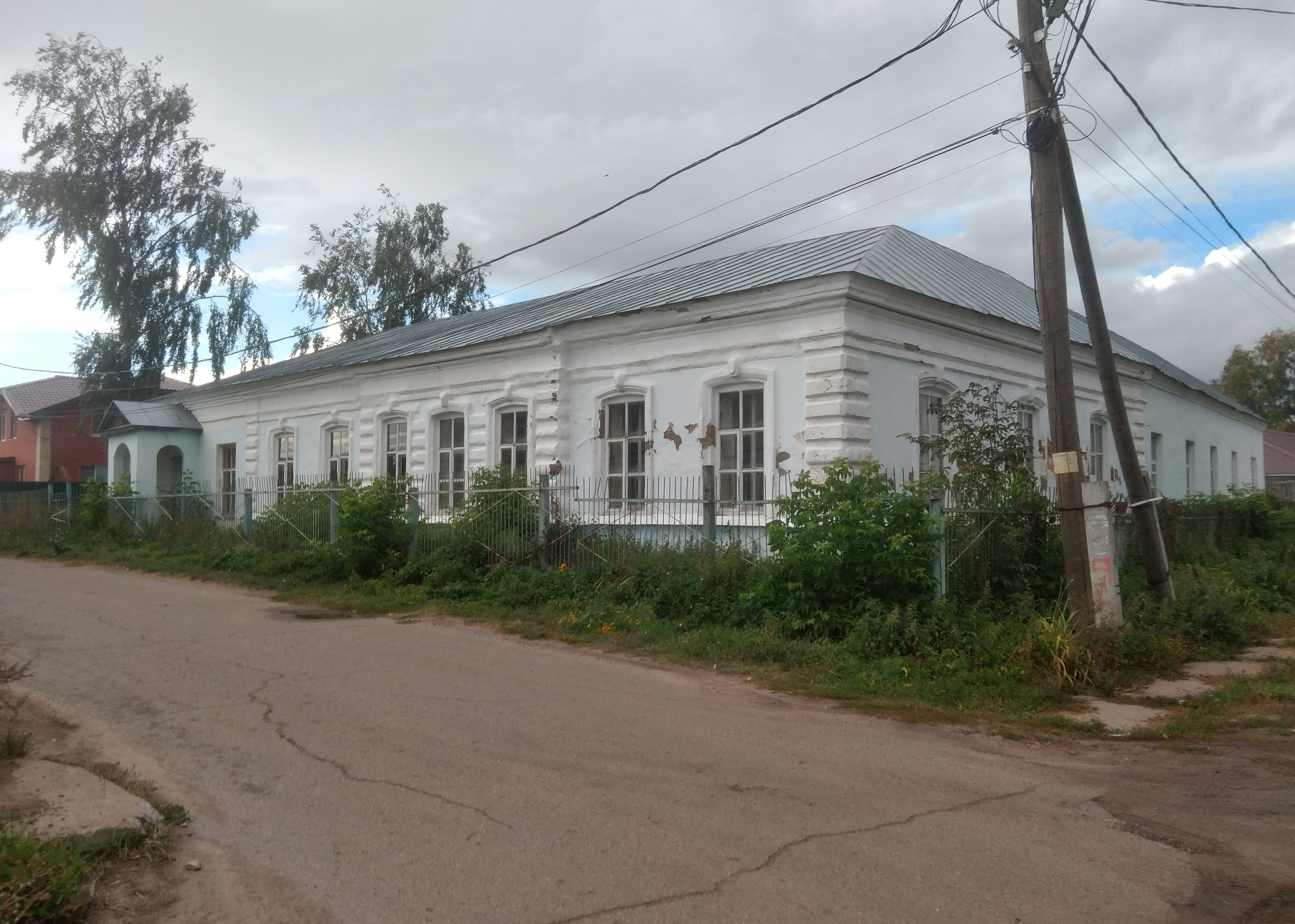
Antiga escola de costura

Actualment, la casa Tolmàtxev és la seu del museu d'història local.